# Геосинклінальний пояс

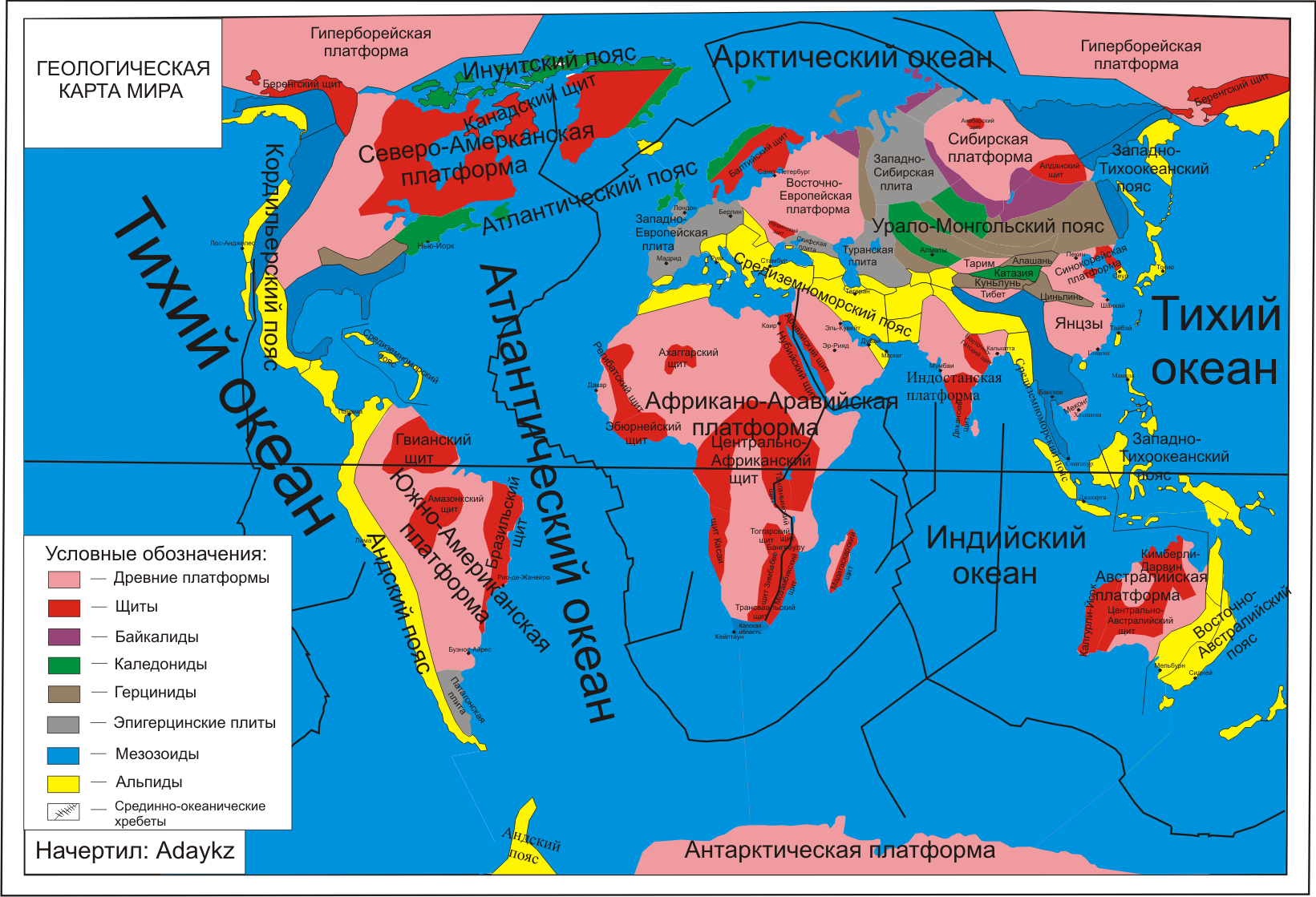
Складчасті пояси на мапі світу

Геосинклінальний пояс (рос. геосинклинальный пояс, англ. geosynclinal belt, нім. Faltungszone f, Geosynklinalzone f, Faltengürtel m, Geosynklinalgürtel m) — лінійно витягнутий структурний елемент тектоносфери з підвищеною тектонічною діяльністю, вулканічною активністю і сейсмічністю. Розташовуються між древніми континентальними платформами, або між платформами і ложем океану, включаючи острівні дуги, глибоководні жолоби, внутрішні та околичні моря. Довжина — дек. десятків тис. км, ширина — сотні (тисячі) км. В новітній історії Землі (останні 1,6 млрд р.) розвинулися п'ять головних Г.п.:
- Тихоокеанський (оточує Тихий океан і відокремлює його ложе від платформ Північної та Південної Америки, Азії, Австралії та Антарктиди),
- Середземноморський (простягається через південь Євразії та Півн.-Схід Африки до Гібралтару, з'єднується з Тихоокеанським Г.п. в області Малайського архіпелагу),
- Урало-Монгольський (огинає Сибірську платформу з заходу і півдня та відокремлює її від Сх.-Європейської та Китайсько-Корейської платформ),
- Атлантичний (проходить по узбережжю материків та північній частині Атлантичного океану),
- Арктичний (навколо Північного Льодовитого океану). В межах Г.п. розвиваються геосинклінальні області та геосинклінальні системи.

Причому, центральну частину Г.п. займають більш молоді, а окраїнну — старі складчасті утворення. Більша частина геосинклінальних поясів до сучасної епохи набула характеру складчастих гірських споруд або молодих платформ.